# 渡り鳥コース

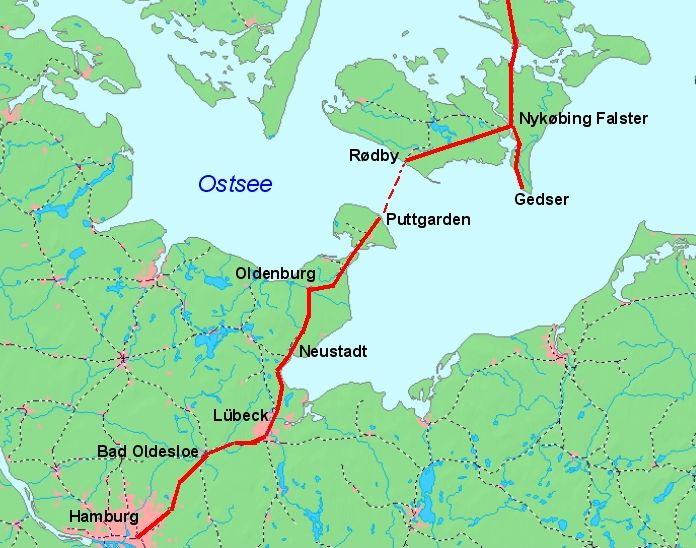
渡り鳥コース

渡り鳥コース(de:Vogelfluglinie,da:Fugleflugtslinien,en:bird flight line)は、かつてデンマークの首都コペンハーゲンとドイツ北部の主要都市ハンブルクを結んでいた交通幹線(回廊)である。中央ヨーロッパから北極やスカンジナビアへ渡りをおこなう鳥の重要なルートと重なるため名付けられた。

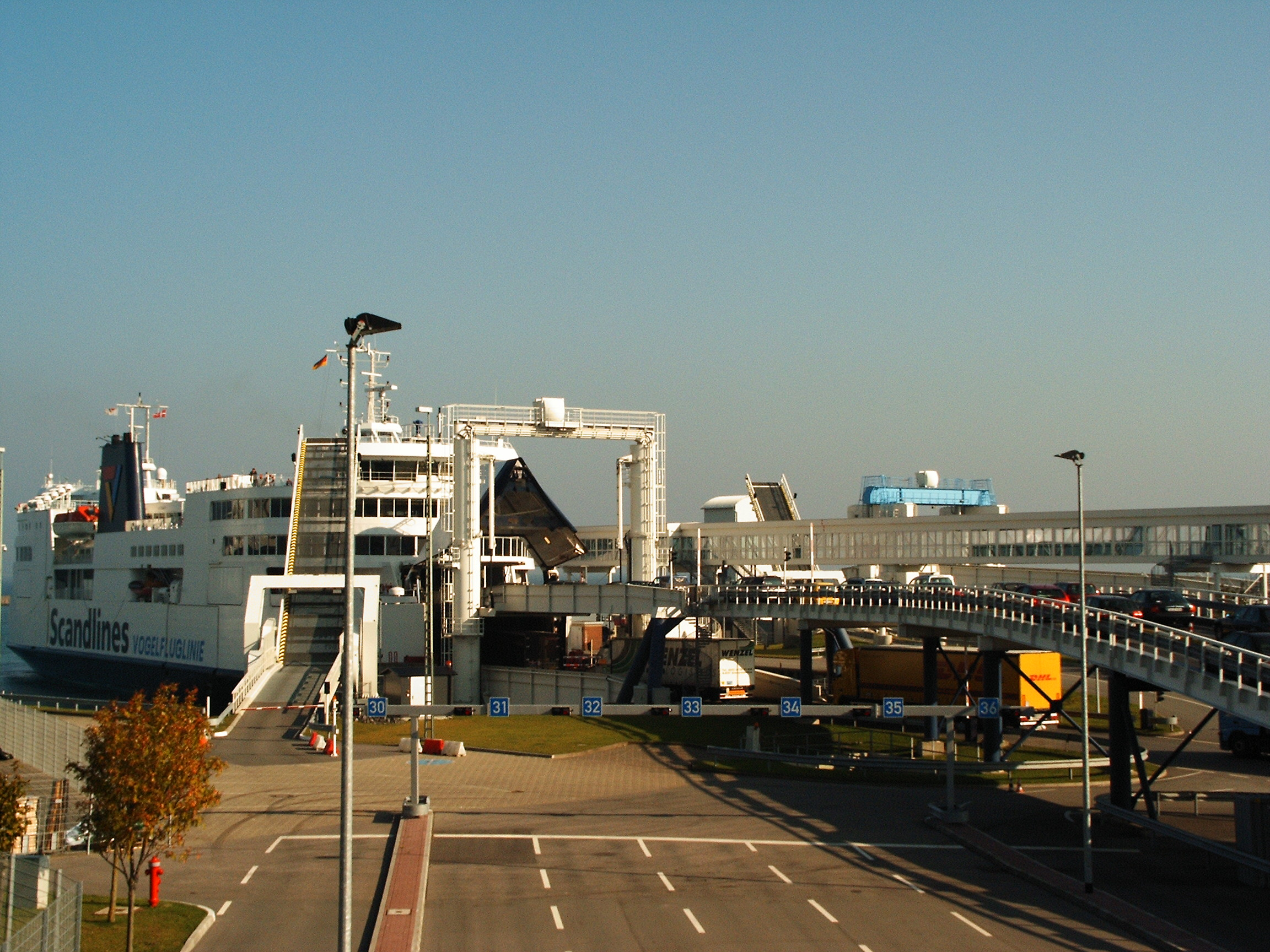
プットガルテンのフェリーターミナル

## フェリー
自動車と鉄道共通の接続として、デンマークのロービュ(Rødby)とドイツのプットガルテン間の19kmはフェリーで結ばれている。運航はデンマークとドイツ両政府合弁のスカンラインによって行われている。45分で結ばれ、毎日24時間1時間当たり2往復している。フェリーは車と同時に列車も航送していた。フェリーに代わる横断交通として、フェーマルン・ベルト海峡を跨ぐフェーマルン・ベルトトンネルの建設計画がある。デンマーク・ドイツ両政府の交渉で、基本的にデンマークの資金提供によりトンネルを完成させることで合意している。

## 陸上側の接続
- 道路の接続
  - ヨーロッパルートE47 デンマーク側
  - アウトバーン1号線A1（E47・E22ルート） ドイツ側

- 鉄道の接続
  - コペンハーゲン・リングステズ間 64km（複線・電化）
  - リングステズ・ロービュ間 119km（一部複線・非電化）
  - プットガルテン・リューベック間 89km（単線・非電化）
  - リューベック・ハンブルク間 63km（複線・電化）

旅客サービスはコペンハーゲン・ハンブルク間に毎日3～5往復のIC3を使用したユーロシティが運行されていたか、2019年12月からのデンマーク側路線改良工事のため運休中である。2022年8月からは、ドイツ側も改良工事が始まり運休している。過去には気動車急行「コペンハーゲン・エクスプレス」号（コペンハーゲン～ハンブルク）や客車急行が運行されていたほか、1974年5月～1978年5月の4年間はTEE「メルクール（Merkur）」号（コペンハーゲン～ハンブルク～シュトゥットガルト）、2007年12月～2017年10月にかけてはICE TDも運行されていた。
大ベルト橋が完成してからは、貨物列車はロービュ、プットガルテン間を直接経由しなくなったが160km長い、フュン島やユトランド半島を経由している。これは同様に、コペンハーゲン・ドルトムント・バーゼルを結ぶ夜行列車ユーロナイトもそうである。
- 現在の大陸ヨーロッパとデンマークの連絡施設
  - Masnedsund橋, デンマーク (鉄道)
  - Storstrøm橋, デンマーク (鉄道)
  - Frederick IX 橋, デンマーク (鉄道)
  - Farø Bridges, Denmark (高速道路)
  - Guldborgsund トンネル, デンマーク (2車線道路, 4車線化も開始)
  - Fehmarn Sound 橋, ドイツ (複線鉄道、2車線道路)

## 沿革
渡り鳥ルートの接続は1963年に完成している。以前のコペンハーゲン・ハンブルク間の連絡はグレートベルトを直接横断するフェリーと、フュン島・ユトランド半島間、ゲサ(Gedser)・ヴァーネミュンデ(Warnemünde)のフェリーであった。より直接的に結ぶ渡り鳥ルート(bird flight line)が提案されたのは1920年代にさかのぼる。1941年にナチの占領に押され工事が開始されたが、1946年工事は中止されてしまう。第二次世界大戦後、ヴァーネミュンデは東ドイツになり、西ドイツとデンマーク間の交通にとって不都合となった。
渡り鳥コースは1949年に再び建設が再開され、1951年から1963年にGedserからGroßenbrodeのフェリーが当面の解決案として動いた。
なお、2019年12月14日をもって渡り鳥コースは運行休止となり、翌15日からはオーデンセ経由の陸上ルートでの運行となった。